# Mala Rodríguez
Maria Rodríguez, właściwie María Rodríguez Garrido (ur. 13 lutego 1979 w Jerez de la Frontera) – hiszpańska piosenkarka hip hopowa. Najbardziej znanymi jej piosenkami są „Por La Noche”, „Nanai” i „La Niña”.
Urodziła się 13 lutego 1979 w Jerez de la Frontera na południu Hiszpanii. W wieku 4 lat przeprowadziła się do Sewilli, a w wieku 19 lat do Madrytu.
Na scenie hip hopowej zaistniała około 1998 i 1999. Nagrywała utwory z takimi artystami jak Julieta Venegas, Bajofondo, Nelly Furtado, Calle 13 i Akon.

## Dyskografia
Albumy
- 2000: Lujo ibérico
- 2003: Alevosía
- 2007: Malamarismo
- 2010: Dirty Bailarina
- 2013: Bruja